# اتوره جانینی
اتوره جانینی (ایتالیایی: Ettore Giannini; ۱۵ دسامبر ۱۹۱۲ – ۱۵ نوامبر ۱۹۹۰) فیلم‌نامه‌نویس و کارگردان فیلم اهل ایتالیا بود.
از فیلم‌ها یا برنامه‌های تلویزیونی که وی در آن نقش داشته‌است می‌توان به چرخ‌وفلک ناپل اشاره کرد.